# Кочубей Василь Васильович (таємний радник)
Василь Кочубей (13 серпня 1784, село Ярославець Глухівський повіт — 9 вересня 1844) — український державний і військовий діяч, таємний радник (1835) з роду Кочубеїв, полковник. Великий землевласник Глухівського повіту Чернігівської губернії.

## Життєпис
Василь Кочубей був старшим сином генерал-майора Василя Кочубея (1756—1800) і Олени Туманської (1762-1836), доньки останнього генерального писаря В. Г. Туманського. Подружжя мало ще доньку Олену (1793–1863) і трьох синів: Дем'яна (1786–1859), Олександра (1788—1866) і Аркадія (1790—1878).
Початкову освіту здобув удома, пізніше за бажанням дядька Віктора Кочубея разом з братом Дем'яном був відправлений до приватного пансіону абата Ніколя Домініка. Пізніше до них приєдналися два молодших брати.
На службу був зарахований у віці чотирьох років у 1788 підпрапорщиком лейб-гвардії Семенівського полку, в 1794 році — каптенармусом.
З 7 лютого 1799 — юнкер в Державній колегії Закордонних справ.
З 21 жовтня 1803 — прапорщик Кексгольмського гренадерського полку.
4 жовтня 1804 — в Лейб-гвардії Преображенському полку.
Підпоручик (16 жовтня 1806), поручик (25 квітня 1809).
4 лютого 1811 призначений ад'ютантом генерала від інфантерії Милорадовича.
5 серпня 1811 — штабс-капітан. Кочубей брав участь в російсько-прусько-французькій війні 1806-1807, Російсько-французькій війні 1812 і закордонному поході. Брав участь в Бородінській битві, боях під Вязьмою і Дорогобужем, Дрезденом і Лейпцигом. За відзнаку у битві під Кульмом був нагороджений золотою шпагою з написом «За хоробрість».
20 січня 1813 — капітан, 23 вересня 1813 — полковник.
27 січня 1816 звільнений.
Після виходу у відставку в 1823–1830 — колезький радник і чиновник особливих доручень при московському військовому генерал-губернаторі.
3 квітня 1825 — статський радник, 11 січня 1828 — дійсний статський радник, внесений до списку кандидатів у цивільні губернатори.
З 22 квітня 1830 зарахований до герольдії.
З 6 квітня 1835 — таємний радник.
Молодший брат Аркадій так відгукувався про нього:

Старший брат мій Василь мав надзвичайно щасливий характер: веселий, добрий, він любив гостей, був душею товариства, всі сусіди його любили, бо як бувало тільки зберуться, він негайно і музику, і танці влаштує. Добрий був товариш, хоча вина не пив; одна його слабкість була — жінки— «Семейная хроника»
У 1829 під час перебування в Москві познайомився з Пушкіним.

## Шлюб і діти
Перша дружина (з 1815) — Авдотья Лизогуб (23 серпня 1793 — 7 березня 1815), онука далекої родички Кочубеїв Настасії Маркевич. Померла незабаром після весілля від туберкульозу. Похована на Аскольдовій могилі в Києві.
Друга дружина (з 1820) — Варвара Рахманова (пом. 07.12.1846), донька Н. М. Рахманова. Вінчання було в маєтку її матері у Великому Бобрику (Харківська губернія).
Подружжя мало 4 дітей:
- Єлизавета (1821—1897) — дружина князя Лева Вікторовича Кочубея (1810—1890);
- Олена (1824—1899) — дружина Костянтина Григоровича Ребиндера (1824-1886);
- Катерина (1826—1896) — дружина Григорія Павловича Галагана (1819-1888);
- Василь (1829—1878) — колезький секретар, одружений у першому шлюбі з донькою штабс-ротмістра Надією Маркович (1837—1852); у другому з 1867 — з Марією Драгневич (1848—?). Їхній син Леонтій — земський діяч, член III Державної думи від Чернігівської губернії.

## Нагороди
- Орден Святого Володимира 4 ступеня з бантом (19 грудня 1812);
- Золота шпага з написом «За хоробрість» (3 червня 1813);
- Орден Святої Анни 2 ступеня (15 червня 1813); алмазні знаки (17 серпня 1813);
- Пруський орден Pour le Mérite (6 вересня 1813);
- пруський Кульмський хрест (17 серпня 1813);
- діамантові знаки Ордена Святої Анни (2 вересня 1826).